# OHKスーパータイム
『OHKスーパータイム』（オーエイチケイ スーパータイム）は、1988年4月1日から1997年3月30日まで岡山放送で放送された夕方のローカルワイドニュース番組（『FNNスーパータイム』の岡山県・香川県ローカルパート）。正式タイトルは『FNN OHKスーパータイム→OHKスーパータイム FNN』。

## 詳細
前番組『FNN OHK報道センター6:00』を、フジテレビおよびFNN系列各局（一部除く）放送番組のタイトルに合わせて改題した番組。初期にはテレビ西日本や鹿児島テレビと同様に、独自のタイトルロゴを使用していた（後にフジと統一）。また、1990年代半ごろには、金曜日は自社制作の週末情報番組『あしたは土曜日』に内包という形を採っていた。
土曜版として『OHKスーパータイムWEEKLY』を放送していたこともある。同番組には、平日版のようなヘッドラインを除くニュースのタイトル字幕が無かった。さらに全国ニュースのオープニングは省略され、キャスターの挨拶から飛び乗りであった。
後番組は『OHKニュース555 ザ・ヒューマン（平日） / OHKニュース ザ・ヒューマン（週末・年末年始）』。

## キャスター
| 期間     | 期間      | 男性                | 女性                  |
| -------- | --------- | ------------------- | --------------------- |
| 1988.4.1 | 1996.3.29 | 黒住祐介 岡阪美佐夫 | 井ノ上美恵子 原田佳枝 |
| 1996.4.1 | 1997.3.28 | 岡阪美佐夫          | 小林朗子              |

## 放送時間
いずれも日本標準時。
| 期間      | 期間      | 月曜日 - 金曜日 | 土曜日        | 日曜日        |
| --------- | --------- | --------------- | ------------- | ------------- |
| 1988.4.1  | 1992.10.4 | 18:00 - 19:00   | 18:00 - 18:30 | 17:30 - 18:00 |
| 1992.10.5 | 1996.3.31 | 18:00 - 19:00   | 18:00 - 18:20 | 17:30 - 18:00 |
| 1996.4.1  | 1997.3.30 | 17:55 - 19:00   | 18:00 - 18:20 | 17:30 - 18:00 |